# Bruno Mannheim
Bruno "Ugly" Mannheim is een superschurk in Superman, zowel in de DC Comics als in de series. Hij verscheen voor het eerst in de stripaflevering Superman's Pal Jimmy Olsen in juni 1971 en was door Jack Kirby bedacht.

## Biografie
Mannheim is een van de machtigste criminelen van Metropolis als leider van het bedrijf Intergang. Hij is ook de zoon van Moxie "Boss" Mannheim.
Hij is een groot bewonderaar van zichzelf en een geboren psychopaat. Ook heeft hij kannibalistische neigingen. Zo at hij af en toe wat van zijn slachtoffers. Hij scheen een andere schurk in Superman genaamd Mirage te hebben opgegeten. Bruno Mannheim ontvoerde nog wat helden en schurken om ze te dwingen voor Intergang te werken. Sommigen weigerden en werden vermoord.
Gedurende de series ontvoerde hij ook personages uit Batman, zoals Batwoman en Renee Montoya. Hij wilde Batwoman boven een offeraltaar vermoorden door een mes in haar borst te steken. Batwoman haalde het mes uit haar borst en stak Mannheim daarmee. Mannheim overleefde de aanval. Zijn ontmoeting met Superman volgde later.

## Superman Animatieserie
Mannheim's eerste verschijning in Superman: The Animated Series was in de tweede aflevering waarin de superschurk Toyman verscheen om wraak te nemen op Mannheim omdat deze zijn vader ruïneerde en zijn jeugd verpest had. Hij had namelijk wiens vader geld geleend om wiens droom een speelgoedfabriek te beginnen uit te laten komen, maar hem vervolgens zoveel woekerrentes opgelegd dat deze het onmogelijk kon betalen. 